# محمد حسن الدهلاوي
محمد حسن الدهلاوي (3 أكتوبر 1946 - 23 سبتمبر 2016)، ممثل كويتي.

## عن حياته
له مشاركات عديدة في التلفزيون والمسرح وله حضور قوي في الإذاعة وقدم أفضل برنامجين في الإذاعة الكويتية هما نافذة على التاريخ ونجوم القمة. وهو متمكن في اللغة العربية. بدايته كانت في الستينات من القرن العشرين، حيث قدم العديد من المسرحيات حينما كان طالباً في مدرسة المباركية، وانضم إلى فرقة المسرح العربي عام 1964، وهو أحد المؤسسين له، وساعده في الدخول إلي مسرح الخليلج صقر الرشود، إلا أنه لم يستمر وذلك لظروف عمله في الإذاعة. كما قدم عدداً كبير من المسلسلات الدرامية الكويتية بشكلٍ خاص والخليجية بشكل عام. كما برز بالعمل في المسلسلات التعليمية للأطفال من ضمنها مدينة المعلومات وافتح يا وطني أبوابك.

## من أعماله

### التلفزيون
- درويش
- الأصيل
- وتبقى الجذور
- طش ورش
- الناس أجناس
- قاصد خير
- مدينة الرياح
- عتاوية الفريج
- مذكرات جحا
- دلق سهيل ج1، ج2
- درس خصوصي
- أشوفكم على خير
- مدينة المعلومات
- الأقدار
- الدانة
- دنيا الدنانير
- الطماعون
- رحلة العجائب
- للحياة بقية
- آخر العنقود
- عش الزوجية
- الأرجوحة
- بلا قيود
- أحلام نيران
- طير الخير
- عبد الله البري وعبد الله البحري

### في المسرح
- للامام سر
- مخروش طاح بكروش
- طاح مخروش
- باي باي عرب
- باي باي لندن

### في الإذاعة
شارك في الكثير من البرامج في إذاعة الكويت ومن ابرز هذه البرامج :
- نافذة على التاريخ
- نجوم القمة

## روابط خارجية
- محمد حسن الدهلاوي على موقع قاعدة بيانات الأفلام العربية